# Meat Machine
Meat Machine es el tercer disco de estudio de la banda barcelonesa Obsidian Kingdom. Está compuesto por diez canciones de diferentes estilos, incluyendo rock experimental, metal industrial, rock progresivo, post-metal y electrónica. Fue lanzado por Season of Mist el 25 de septiembre de 2020, con producción de Jorge Mur y diseño a cargo de Elena Gallén y Ritxi Ostáriz.
El álbum recibió críticas mayormente favorables de la prensa internacional, que destacan su variedad y su carácter vanguardista. Fernando Acero de Mondo Sonoro escribe que la tercera entrega del grupo es no sólo "una de las mejores obras de su carrera, sino uno de los episodios más reseñables del metal patrio de los últimos tiempos".

## Estilo
Meat Machine se caracteriza por su creativa combinación de distintos estilos e influencias, su producción agresiva y la creación de atmósferas con carácter truculento. Las reseñas comparan a menudo su sonido con el de otras bandas de metal alternativo de los años noventa como Nine Inch Nails o Deftones. En relación con lo imprevisible e indefinible de su estilo, la revista digital Hipersónica Archivado el 23 de enero de 2021 en Wayback Machine. remarca que el álbum es como "una caja misteriosa donde no sabes qué vas a encontrar, si otro cañonazo o una lavadora".
Es también la primera ocasión en la que la banda utiliza voces femeninas, a cargo de la guitarrista Eaten Roll I, en contraste con las voces guturales del cantante Rider G Omega.

## Producción
Inicialmente, la intención de la banda era escribir un disco de música electrónica. Un año antes de su grabación, el grupo entregó la maqueta a su productor Jorge Mur, quién rechazó el material al encontrarlo poco interesante, lo que llevó al grupo a reescribir el disco entero.
Meat Machine fue grabado, mezclado y producido durante el verano de 2019 por Jorge Mur en los Ax Studios de Barcelona, y coproducido por Mr Ax y la propia banda. Fue masterizado por Magnus Lindberg en Redmont Studio en Estocolmo en noviembre de 2019.
Poco después de terminar la grabación, la guitarrista Eaten Roll I decide abandonar la banda a causa de las tensiones internas, lo que obliga a la banda a volver a grabar algunos de los temas.

## Recepción
Meat Machine obtuvo críticas mayormente positivas que destacan tanto su espontaneidad como su rango expresivo, así como la capacidad de la banda para reinventarse una vez más. La característica más mencionada del álbum es su eclecticismo, un trecho considerado valiente y atractivo por la mayoría de los articulistas, que otros juzgaron incoherente y disperso. A este respecto, la revista digital Rockzone publica que "se podría afirmar que las ganas (de Obsidian Kingdom) de reinventarse y sorprender al oyente son su verdadera razón ser".
En diciembre de 2020, Mondosonoro declara Meat Machine el Mejor Disco Nacional de Metal de 2020.

## Lista de canciones
Todas las canciones escritas y compuestas por Obsidian Kingdom. 
| N.º | Título           | Duración |  |
| 1.  | «THE EDGE»       | 3:55     |  |
| 2.  | «THE PUMP»       | 4:24     |  |
| 3.  | «MR PAN»         | 5:38     |  |
| 4.  | «NAKED POLITICS» | 4:05     |  |
| 5.  | «FLESH WORLD»    | 6:15     |  |
| 6.  | «MEAT STAR»      | 4:41     |  |
| 7.  | «SPANKER»        | 4:18     |  |
| 8.  | «VOGUE»          | 3:41     |  |
| 9.  | «WOMB OF WIRE»   | 5:16     |  |
| 10. | «A FOE»          | 5:26     |  |

## Intérpretes
| Miembros - Rider G Omega - guitarra y voz - Ojete Mordaza II - batería - Om Rex Orale - bajo - Eaten Roll I - guitarra y voz - Jade Riot Cul - teclados | Colaboraciones - Jorge Mur - arco de violín y microondas |